# Drusacco
Drusacco è una frazione del comune italiano di Valchiusa, nella Valchiusella in Canavese, nella Città metropolitana di Torino.

## Storia
Comune autonomo fino al 1929, quando venne aggregato nel comune di Valchiusa, costituito unendo i comuni di Vico Canavese, Novareglia, Brosso, Trausella e Meugliano.
Il territorio comunale si stendeva su entrambi i versanti del torrente Chiusella e comprendeva la frazione Inverso.
Il comune di Valchiusa cambiò nome in Vico Canavese nel 1935; nel 1947 secolo vennero re-istituiti i comuni di Brosso, Trausella e Meugliano, mentre Drusacco non ottenne il reintegro.
Nel 1854 veniva descritto come un comune molto povero che produceva solo fieno e castagne.  Di tale opinione era pure Antonino Bertolotti, che segnalò la presenza dell'unica farmacia della valle e confermò la presenza della frazione Inverso.
La parrocchia di Drusacco era intitolata all'Assunzione; quella di Inverso, dedicata alla Visitazione, venne istituita nel 1830. Drusacco esisteva già all'epoca dei Salassi. Il suo nome potrebbe derivare da Druxuechum o Druxaco e alcuni storici ci videro un riferimento ai Druidi, i sacerdoti e maestri consiglieri dei re. DI notevole interesse la collina ellittica denominata Truc at Casttel che assomiglia alle tombe celtiche tipiche dell'Irlanda.